# Tredestinação
Em Direito Administrativo, Tredestinação é a ação de dar destino diverso do originário. Sempre que um bem é desapropriado  pelo Estado, e a este bem é dado destino diverso do originário, estaremos diante uma situação de tredestinação.
A tredestinação não se confunde com a desdestinação e adestinação. A tredestinação, como já assinalado, é o desvio de finalidade por parte do Poder Público que utiliza o bem desapropriado para atender finalidade ilegítima (ex.: venda do bem desapropriado para empresa privada). Quando ilícita, gera o direito à retrocessão. Por outro lado, a desdestinação envolve a supressão da afetação do bem desapropriado. Na hipótese, o bem desapropriado é inicialmente afetado ao interesse público, mas, posteriormente, ocorre a desafetação (ex.: bem desapropriado é utilizado como escola pública que vem a ser desativada). Nesse caso, não há que falar em retrocessão, pois o bem chegou a ser utilizado na satisfação do interesse público. Por fim, a adestinação significa a ausência de qualquer destinação ao bem desapropriado, revelando hipótese de completa omissão do Poder Público (ex.: bem é desapropriado, mas permanece desafetado, na qualidade de bem dominical). Conforme afirmamos no tópico anterior, apesar de prevalecer o entendimento doutrinário no sentido de que a adestinação não gera retrocessão, entendemos que, após a configuração da omissão injustificada por prazo razoável (em regra: cinco anos, tendo em vista a aplicação analogia do art. 10 do Decreto-lei 3.365/1941), o particular teria direito à retrocessão. 

## Tredestinação
Tredestinação é a mudança de destinação de ato administrativo, podendo ser lícita ou ilícita. Mais propriamente dito, é mudança de finalidade de desapropriação feita pelo Estado.
Nesse sentido, importante apontar que, ao ato administrativo, são necessários alguns elemento, sendo eles (DI PIETRO, 2018, p. 282): o sujeito (a quem a lei atribui competência); o objeto (efeito jurídico produzido); forma; finalidade. A desapropriação, sendo procedimento, pois, composto por diversos atos da Administração, tem como requisito a finalidade, que, se alterada, leva à tredestinação, que pode ser lícita ou ilícita, esta dando causa à retrocessão.

## Tredestinação Lícita
A tredestinação ocorre quando destina-se um bem expropriado a uma finalidade diversa da planejada inicialmente. Pode ser lícita ou ilícita. A lícita ocorre quando, mesmo havendo destinação diferente da planejada para o bem expropriado, mantém-se o atendimento ao interesse público. Isso porque, não obstante o fim ter sido diferente, o motivo que ensejou a expropriação, manifestamente o interesse público, foi mantido. 
Nesse diapasão, a tredestinação lícita é, conforme conceito de Carvalho Filho, “a alteração da finalidade inicial para outra finalidade pública”. Assim, mesmo que o bem desapropriado não tenha a destinação anteriormente projetada, deve ter utilização para obras ou serviços públicos. Dessa maneira, mesmo que o bem expropriado não cumpra a finalidade que fora planejada, o bem poderá ser usado para fins públicos (obras e serviços). O referido entendimento já fora adotado por juristas e tribunais .
A tredestinação lícita não acarreta a retrocessão, conforme já decidiu o STJ, pois nela o Poder Público concede destinação pública ao bem, ainda que diversa da inicialmente programada. Nesse sentido, o art. 519 do CC admite a retrocessão somente quando a coisa expropriada “não tiver o destino para que se desapropriou, ou não for utilizada em obras ou serviços públicos”. 
Importante ressaltar que cabe à Administração tributária comprovar a eventual tredestinação dos bens protegidos pela imunidade das fundações públicas, matéria, obviamente, objeto de prova, pois a jurisprudência se consolidou no sentido de que há uma presunção iuris tantum (que admite prova em contrário) em favor da imunidade. 
Para uma melhor visualização no âmbito da prática, é possível imaginar um caso hipotético de desapropriação de uma área X para construção de um hospital. No entanto o Poder Público, em vez de construí-lo, decide construir uma escola. Nota-se que houve desvio da finalidade inicialmente pretendida com a expropriação, todavia fora a área utilizada de maneira que ainda atendesse ao interesse público, por meio de uma obra destinada à prestação de um serviço. 
A despeito do tema,  em análise a Recurso Especial que tratava da hipótese de retrocessão e preempção em vista de desvio de finalidade, o Superior Tribunal de Justiça julgou o ato como tredestinação lícita, uma vez atingida a finalidade pública, porquanto em lugar de um parque ecológico fora construído pólo industrial metal-mecânico - com terminal intermodal rodoviário de cargas e centro de pesquisa ambiental - que chegara, até mesmo, a suscitar empregos. A decisão categorizou, ainda, enquanto descabido o pedido de retrocessão porque o bairro onde se situa o imóvel deixara de ser área residencial. 

Neste mesmo sentido, em Recurso Especial cuja ação revelava-se imbuída de caráter similar, o STJ firmou a compreensão de que o desvio de finalidade que enseja retrocessão não é o que, simploriamente, descumpra os objetivos que justificaram a desapropriação, mas aquele em que a destinação dada pelo poder público não atende ao interesse comum. 

## Tredestinação Ilícita
A tredestinação ilícita, também chamada de desvio de finalidade ou desvio de poder, ocorre quando um ato administrativo é praticado para fim diverso do previsto, implícita ou explicitamente, na correspondente regra de competência, segundo definição legal do art. 2º, parágrafo único, e, da Lei n. 4.717/65.Consiste em um defeito que torna nulo o ato administrativo, sendo espécie do gênero "abuso de poder".
O agente público que pratica o ato com vício de finalidade sempre é competente, assim como o ato em si pode não apresentar qualquer defeito em seus requisitos de competência, objeto, forma e motivo – o problema está no desvio de finalidade. Por se materializar como vício insanável, a tredestinação ilícita não admite convalidação e, por isso, gera anulação do ato administrativo.
Quanto à natureza do desvio de poder, discute-se se ele seria vício de intenção ou vício de comportamento. Favorável à primeira hipótese, a teoria subjetiva afirma que basta restar comprovada a intenção viciada para que o ato seja declarado nulo, pois uma vez baseada em intenção ilegal, seria impossível a conduta atender a um interesse público. A teoria objetiva, majoritária, considera a tredestinação ilícita um vício de comportamento, pois entende que, além da intenção defeituosa, seria igualmente necessária uma concreta violação do interesse público para caracterizar o desvio de finalidade.
Nesse sentido decidiu o Superior Tribunal de Justiça em sede de Recurso Especial no qual o recorrente suscitava anulação de reintegração de posse de imóvel, o qual havia sido desapropriado dos recorridos e posteriormente a eles devolvido por retrocessão. A tredestinação ilícita, no caso, ficou evidente após aferição, pelas instâncias de origem, de que o recorrente havia corrompido o então Prefeito para que ele desapropriasse a área apenas para a finalidade de exploração de areia para construção civil por parte do recorrente – fim que em nada se aproxima do interesse público (REsp 1.134.493 – MG, Rel. Min. Herman Benjamin, j. em 15-12-09, DJe 30-03-10).
Cabe ressaltar, finalmente, que a tredestinação ilícita pode eivar atos praticados por qualquer categoria de agente público – prefeitos, governadores, juízes, delegados, promotores, legisladores, servidores públicos em geral etc. – bastando que sua finalidade seja contrária ao interesse público, caracterizando, por exemplo, perseguição ou favoritismo a determinadas pessoas.Se um promotor de justiça instaura inquérito civil contra desafeto político pessoal, por exemplo, há desvio de finalidade, assim como se ocorre desclassificação sem fundamentos de determinada empresa licitante apenas pelo razão de que ela financiara a campanha de um adversário político do prefeito.

## Retrocessão X Tredestinação
Retrocessão, nos dizeres de Maria Sylvia Zanella Di Pietro, “é o direito que tem o expropriado de exigir de volta o seu imóvel caso o mesmo não tenha o destino para que se desapropriou”.
Conforme Manuel de Oliveira Franco Sobrinho, “pela retrocessão, firmada no direito à coisa, o expropriado readquire a propriedade de igual modo, pagando um justo preço. E este justo preço deve ser calculado, para o equilíbrio dos direitos, na base em que se calcula o justo preço nas desapropriações”. 
Acerca da natureza jurídica da retrocessão, existem três correntes: 
- a que entende que a retrocessão é um direito pessoal (o expropriado poderia exigir indenização, mas não devolução do bem),
- a que entende que é um direito real (a devolução do bem pode ser exigida pelo expropriado, pois a desapropriação do bem não teria atendido a utilidade pública a que se propôs)
- e aquela que entende que trata-se de um direito de natureza mista (pessoal e real, nesse caso o expropriado pode optar pela indenização ou pela devolução).

Quanto à relação entre retrocessão e tredestinação, Di Pietro ensina que:
"A retrocessão cabe quando o Poder Público não dê ao imóvel a utilização para a qual se fez a desapropriação, estando pacífica na jurisprudência a tese de que o expropriado não pode fazer valer o seu direito quando o expropriante dê ao imóvel uma destinação pública diversa daquela mencionada no ato expropriatório; por outras palavras, desde que o imóvel seja utilizado para um fim público qualquer, ainda que não o especificado originariamente, não ocorre o direito de retrocessão. Este só é possível em caso de desvio de poder (finalidade contrária ao interesse público, como, por exemplo, perseguição ou favoritismo a pessoas determinadas), também chamado, na desapropriação, de tredestinação, ou quando o imóvel seja transferido a terceiros, a qualquer título, nas hipóteses em que essa transferência não era possível."
Sendo assim, conclui-se que a retrocessão é o direito de exigir de volta o imóvel quando o destino pelo qual foi expropriado não foi cumprido, enquanto a tredestinação é o nome que se dá a essa hipótese de o imóvel possuir destinação diversa da planejada inicialmente.
Rafael Oliveira pontua que a retrocessão pressupõe a tredestinação, pois para haver direito de exigir a devolução do bem desapropriado é necessário ter ocorrido, primeiramente o desvio de finalidade, ou seja, não satisfação  do interesse público com o bem desapropriado, móvel ou imóvel.
O STJ já decidiu que, para acarretar retrocessão apenas é considerada a tredestinação ilícita, pois na lícita o bem público ainda é servido, ainda que não conforme o inicialmente planejado. (STJ, 1.ª Turma, REsp 968.414/SP, Rel. Min. Denise Arruda, DJ 11.10.2007, p. 328, Informativo de Jurisprudência do STJ n. 331. )
A simples omissão do Estado (chamada também de adestinação, quando o desvio de finalidade não favorece de maneira indevida interesses privados, permanecendo inerte) não configura tredestinação de acordo com o entendimento majoritário, e não gera direito à retrocessão. Entendimento minoritário acredita que o interesse público deve ser atendido em prazo razoável ou a desapropriação se mostrará ter sido desnecessária.
Na desdestinação, quando o bem desapropriado chega a ser utilizado em prol do interesse público, mas é desafetado posteriormente, deixando de ser utilizado para tal finalidade, não pode haver retrocessão, pois o bem chegou a cumprir o que se propôs.